# Клер Берест
Клер Берест (нар. 14 липня 1982, Париж) — відома французька письменниця.

## Життєпис
Клер Берест — донька П'єра Береста, гірничого інженера, випускника Політехнічної школи та Паризької гірничої школи й лінгвістки Лелії Пікабіа. У неї є дві сестри, в тому числі письменниця Анні Берест. Вона є онукою Євгена Берест та правнучкою Френсіса Пікабіа.
Випускниця педагогічного інституту (IUFM).
Клер Берест опублікувала свій перший роман «Мікадо» у січні 2011 року разом з Лео Шеєром. Її другий роман — «The Empty Orchestra». Разом зі своєю сестрою Анні Берест вона написала твір «Габрієль» у 2017 році, вшановуючи їхню прабабусю Габріель Буффет-Пікабія.
У її романі «Nothing is black» фігурують Фріда Кало та Дієго Рівера. За цей роман вона отримала головну премію читачів Elle 2020.
У 2021 році вона опублікувала «Artifices», історію з шухлядами, «яка спирається на помилки, спогади та рани персонажів, про яких ми дивуємось, чи є вони такими, якими вони є, і що вони приховують глибоко в собі».

## Твори
- Mikado, éditions Léo Scheer, 2011
- L'Orchestre vide, éditions Léo Scheer, 2012
- La lutte des classes : Pourquoi j'ai démissionné de l'Éducation nationale, éditions Léo Scheer, 2012
- Enfants perdus, éditions Plein jour, 2014
- Bellevue, Éditions Stock, 2016
- Gabriële (avec Anne Berest), Stock, 2017 - Grand prix de l'héroïne Madame Figaro - Biographie 2018
- Rien n’est noir, Éditions Stock, 2019 - Grand Prix des Lectrices de Elle 20209.
- Artifices, Éditions Stock, 2021
- Lettres et poèmes à Gabriële (avec Anne Berest), Seghers, 2023.
- L'Épaisseur d'un cheveu, Albin Michel, 2023